# Ferdynand Machay (1889–1967)

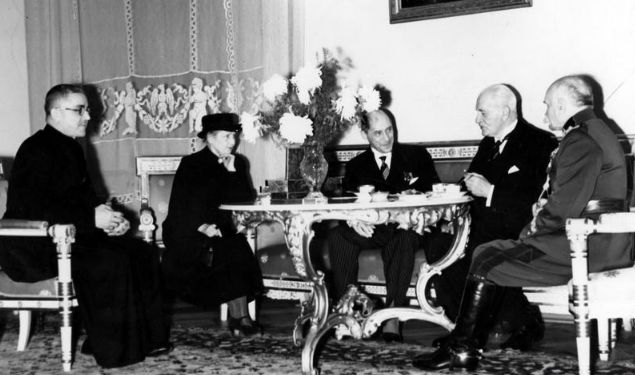
Audiencja u prezydenta RP Ignacego Mościckiego. Od lewej: ks. Ferdynand Machay, Helena Sujkowska, Bogusław Miedziński, prezydent RP Ignacy Mościcki, generał Aleksander Osiński

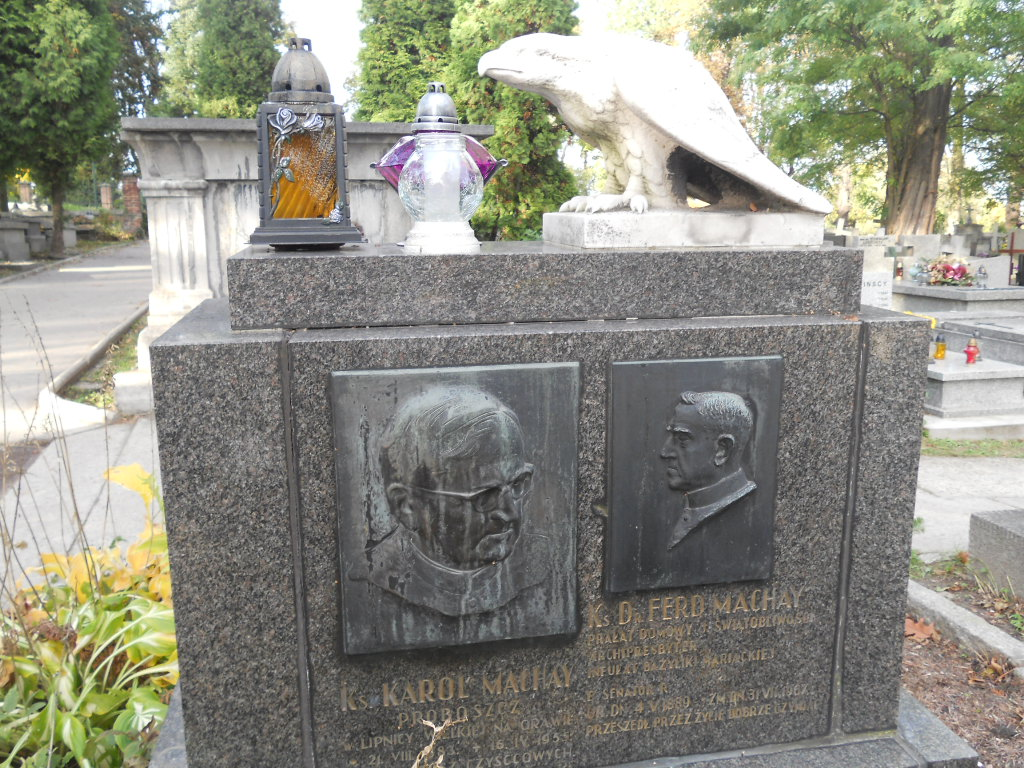
Grobowiec Ferdynanda Machaya na Cmentarzu Salwatorskim

Ferdynand Machay (ur. 4 maja 1889 w Jabłonce na Orawie, zm. 31 lipca 1967 w Krakowie) – polski ksiądz katolicki, infułat, teolog i polityk okresu II RP, działacz niepodległościowy na Orawie, publicysta i wydawca, senator II RP (1938–1939).

## Życiorys
Syn Andrzeja Machaya i Marii ze Zwoleńskich. Uczył się w gimnazjum w Trzcianie na Orawie,  a następnie w Bratysławie. Studiował teologię w Budapeszcie. W 1912 roku przyjął święcenia kapłańskie, po czym sprawował funkcję wikarego w parafiach w Zázrivej i w Rużomberku na ówczesnych Górnych Węgrzech (dziś Słowacja). Jednocześnie w latach 1913–1914 był współpracownikiem „Gazety Podhalańskiej”. W czasie I wojny światowej był kapelanem w armii austro-węgierskiej.
Po zakończeniu wojny był jednym z inspiratorów i aktywnym uczestnikiem akcji podjętej w celu przyłączenia Orawy i Spisza do Polski. Był najwybitniejszym działaczem Narodowego Komitetu Obrony Spisza, Orawy, Czadeckiego i Podhala oraz członkiem sekcji cieszyńsko-spisko-orawskiej w Komitecie Narodowym Polskim w Paryżu, a także głównym doradcą rządu polskiego w sprawie tych terenów.
W 1930 roku Machay doktoryzował się w Paryżu. Od 1937 roku pełnił funkcję proboszcza na krakowskim Salwatorze.
W 1938 roku prezydent Mościcki mianował ks. dr Ferdynanda Machaya senatorem V kadencji w ramach Akcji Katolickiej. Odznaczony Krzyżem Niepodległości z Mieczami w 1937 i Krzyżem Kawalerskim Orderu Odrodzenia Polski
W latach 1944–1967 był archiprezbiterem Kościoła Mariackiego w Krakowie. Podczas swojej posługi w kościele Mariackim ochrzcił przyszłego kardynała Grzegorza Rysia.
Został pochowany na Cmentarzu Salwatorskim w grobowcu rodzinnym (sektor SC10-A-1), w którym spoczywało już jego rodzeństwo Józefa z Machayów Mikowa (1897–1942), Eugeniusz (1891–1947), działacz patriotyczny, nauczyciel gimnazjalny, odznaczony Krzyżem Niepodległości i Karol Machay (1883–1955), ksiądz, działacz patriotyczny, odznaczony Krzyżem Oficerskim Orderu Odrodzenia Polski (1922) i Medalem Niepodległości.

## Upamiętnienie
Ks. Ferdynanda Machaya uczczono w Krakowie przez nazwanie jego imieniem ulicy w Bronowicach Małych. Jego imię (w formie ulica Księdza Ferdynanda Machaja) nosi główna droga przez osiedle Machajowa w Jabłonce.
4 maja 1989 roku – w setną rocznicę urodzin – w Kościele Mariackim w Krakowie została odsłonięta i poświęcona przez ks. biskupa Jana Szkodonia tablica upamiętniająca ks. Machaya. Ufundował ją pochodzący z Orawy ks. Władysław Pilarczyk.
Jego imię nosi Towarzystwo Przyjaciół Orawy wpisane do Rejestru Stowarzyszeń 27 maja 2002 r.
Wdzięczni swojemu proboszczowi parafianie Zwierzyńca ufundowali tablicę, którą wmurowano w wewnętrzną stronę muru okalającego kościół Najświętszego Salwatora. Odsłonięcia tablicy dokonano 16 października 2004 roku.
Od 2 czerwca 2006 roku jest patronem szkoły w Jabłonce.
28 listopada 2011 roku przed budynkiem szkoły nastąpiło odsłonięcie jego pomnika. 
Z tej okazji Poczta Polska w Nowym Sączu wydała okolicznościową kartkę pocztową i pamiątkowy stempel..
Upamiętniony jest też na Pomniku Niepodległości w Podsarniu, odsłoniętym 23 listopada 2018 r. przez Prezydenta Andrzeja Dudę oraz tabliczką na Murze Orawskich Ojców Niepodległości w Lipnicy Wielkiej, odsłoniętym 4 lipca 2020 r.